# Seria
Seria è un centro abitato del Brunei, situato nel distretto di Belait.